# Dvina Settentrionale
La Dvina Settentrionale (in russo Северная Двина?, Severnaja Dvina) è un grande fiume navigabile della Russia europea settentrionale, tributario del Mar Bianco. Scorre nell'oblast' di Vologda e, principalmente, nell'oblast' di Arcangelo.

## Percorso

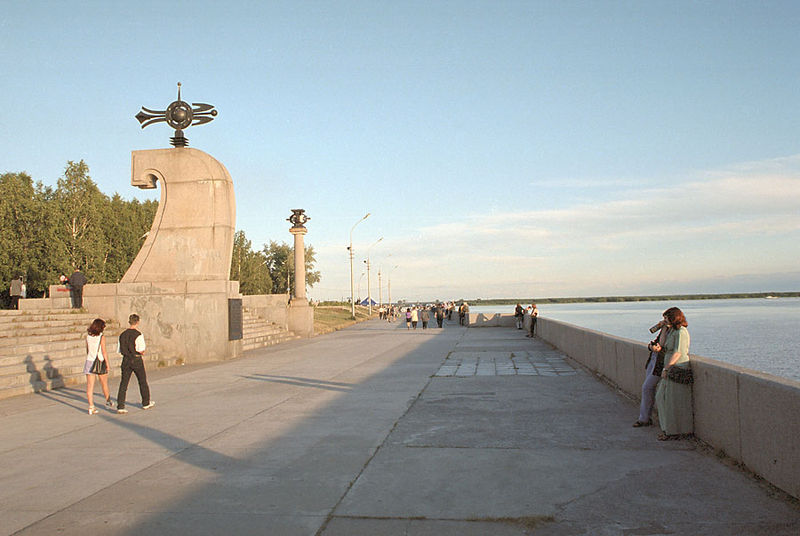
La Dvina Settentrionale ad Arcangelo.

Nasce nel territorio dell'oblast' di Vologda, alla confluenza dello Jug e della Suchona nei pressi della città di Velikij Ustjug; ricevuta la Vyčegda si dirige quindi verso nord-ovest, attraversando la parte occidentale dell'oblast' di Arcangelo. Dopo la confluenza della Pinega volge il suo corso verso ovest-nord-ovest, costeggiando a sud il vasto altopiano del Mar Bianco e del Kuloj; sfocia nel mar Bianco con un delta di circa 900 km² di superficie, nella baia che dal fiume prende il nome (baia della Dvina), dopo 744 km di corso, in prossimità delle grosse città di Arcangelo e Severodvinsk.

## Bacino idrografico
Il bacino idrografico della Dvina settentrionale è di dimensioni rilevanti, estendendosi su 357 000 km² sul territorio della Repubblica dei Komi e degli oblast' di Arcangelo, Kirov, Kostroma e Vologda; attraversa zone a bassa densità di popolazione, coperte per la maggior parte della superficie dalla foresta boreale di conifere, a causa del clima freddo. Nel suo corso riceve parecchi affluenti, tra i quali i più significativi sono: Pinega, Vaen'ga, Nižnjaja Tojma, Uftjuga, Vyčegda (provenienti dalla destra idrografica); Ëmca, Jumiž e Vaga (dalla sinistra).
Lungo il suo corso il fiume bagna, fra le altre, le città di:
- Velikij Ustjug
- Krasavino
- Kotlas
- Novodvinsk
- Arcangelo
- Severodvinsk

## Regime
La Dvina settentrionale ha un regime analogo a quello dei restanti fiumi russi: i mesi invernali e la prima parte della primavera vedono i valori minimi di portata, che aumenta invece di molto nella tarda primavera in corrispondenza del disgelo. La Dvina settentrionale è interessata dal congelamento delle acque nel periodo compreso, mediamente, fra fine ottobre-primi di novembre e fine aprile-primi di maggio.
I valori medi di portata d'acqua a livello annuale sono di 770 m³/s alla sorgente (confluenza Jug-Suchona), mentre salgono a quasi 3.500 alla foce; i massimi di portata tardo primaverili si traducono in grossi aumenti del livello delle acque, che possono raggiungere anche i 14 metri nel basso corso.